# やがて咲く花達へ
「やがて咲く花達へ」(やがてさくはなたちへ)は、アンダーグラフの6枚目のアルバム。

## 概要
- メジャー復帰後初となるフルアルバム[1]

## 収録曲
1. 手と手
2. 風を呼べ
テレビアニメ弱虫ペダルエンディングテーマ 当初はアニメの主題歌ということで、作品を知らないため断る予定であったが、スタッフの熱意を受け、渡された原作を熟読してから作曲を手掛ける。自転車競技アニメらしいスピード感を出すために作り直して今の楽曲に作り上げたため、本人にとって最速テンポの曲となった。また、間奏のラップ部分は当アニメ作品巻島裕介役の声優、森久保祥太郎がゲスト参加している。
3. 埋もれた花達へ
4. 君に言いたいこと
5. ファミレスにて。
6. 旅立ちの日
7. パラドックス
8. 快楽天国
9. 夢を話そう
10. ツバサ2014 10th anniversary version
2004年発売のツバサの新録リアレンジ版
YouTubeにてMVが公開されている
11. odore!!-hanero!!
12. 賽〜sai〜（Bonus Track）
13. フォルム（Bonus Track）